# Kansas
 Ovo je glavno značenje pojma Kansas. Za druga značenja pogledajte Kansas (razdvojba).
Kansas je savezna država SAD-a. Glavni grad je Topeka, a njegov najveći grad je Wichita. Kansas je dobio ime po indijanskom plemenu Kansa, koji je nastanjivao područje.
Tisućama godina, ono što je sada Kansas bilo je dom brojnim i raznovrsnim indijanskim plemenima. Plemena u istočnom dijelu države općenito su živjela u selima uz riječne doline. Plemena u zapadnom dijelu države bili su polunomadska i lovili su velika krda bizona.

## Okruzi (Counties)
Država Kansas sastoji se od 105 okruga (counties).

## Najveći gradovi
| Wichita (Kansas)     | 353.823 |
| Overland Park        | 162.728 |
| Kansas City (Kansas) | 145.004 |
| Topeka (Kansas)      | 121.809 |
| Wichita (Kansas)     | 353.823 |
| Olathe               | 108.390 |
| Lawrence (Kansas)    | 81.873  |
| Shawnee (Kansas)     | 56.178  |
| Salina (Kansas)      | 45.988  |
| Manhattan (Kansas)   | 47.916  |
| Hutchinson (Kansas)  | 41.047  |

## Stanovništvo
Prastanovnici Kansasa su Kansa (Kaw ili Konza) Indijanci, srodnici plemenima Osage, a kasnije se naseljavaju u taj kraj i Kiowa i Kiowa Apache. Kroz povijest duže ili kraće vrijeme su se zadržavala plemena Potawatomi, Shawnee, Pawnee, Oto, Osage, Munsee (1854-1859), Piankashaw, Wea, Kickapoo, Chippewa, Quapaw (1833-1867), Arapaho, Comanche, Iowa, Jicarilla, Cheyenne, Cherokee, Missouri, Sac, Fox i Wyandot.